# Patricia García Rodríguez
Patricia García Rodríguez (2 de diciembre de 1989, El Escorial) es una exjugadora española de rugby a siete y de rugby union (a XV). Actualmente trabaja como directora de “Rugby & Values” y de “PGR ONG”.

## Biografía
Desde bastante pequeña tuvo ganas de practicar diversos deportes incluido el atletismo y el fútbol. Pero se inclinó por el rugby y comenzó a jugar en el equipo de Geografía e Historia de la Universidad Complutense de Madrid en 2008. Dos años después debutó con la selección absoluta, tanto de Rugby XV como de Seven. En la temporada 2009-2010 las leonas se proclamaron campeonas de Europa.
Ha jugado con el equipo Olímpico Rugby Club, de Pozuelo de Alarcón, aunque también ha estado en Francia, integrada en el Stade Bordelais y el RC Lons regresó a España para jugar con el Olímpico de Pozuelo de Alarcón en la temporada 2012/13. Con Irene Schiavon, son las primeras extranjeras en el Waikato Rugby Union de Nueva Zelanda equipo con el que juega el Campeonato Provincial Femenino en ese país.
En 2012 fue elegida en el Equipo Ideal del Año de Rugby 1487. Durante cuatro años "ScrumQueen" la ha incluido el siete ideal mundial.
García fue elegida en el equipo español de rugby a siete para la Copa del Mundo de Rugby 7 de 2013 en Rusia.
Jugó el torneo de calificación para los juegos olímpicos de 2016. y luego compitió con el nacional en los Juegos Olímpicos de Río 2016. Ha jugado en 89 partidos en la Serie Mundial Femenina de Rugby 7 y logrado más de 300 puntos.
También ha contribuido en que Las Leonas se clasifiquen para la Copa Mundial, a celebrar en Irlanda en agosto de 2017, derrotando a Escocia en los playoff de noviembre de 2016.

## Personal
Patricia es licenciada en Ciencias de la Actividad Física y del Deporte por el I. N. E. F. de Madrid. Ha sido nombrada Hija Predilecta de El Escorial en junio de 2014. Y, finalmente, la empresa Canterbury le proporciona una línea de ropa exclusiva, siendo embajadora de la firma.
También

## Palmarés
Temporada 2009 - 2010
- Campeonato de España de Rugby 7 con el Olímpico Rugby Club.
- Campeonato de Europa de Rugby XV celebrado en Estrasburgo con la selección española. *Campeonato de Europa de Rugby 7 celebrado en Moscú con la selección española.
- Campeonato del mundo Universitario, celebrado en Oporto.

Temporada 2010 - 2011
- Campeonato de España territorial celebrado en Gerona con la selección madrileña de Rugby XV.

Temporada 2011 - 2012
- 1.ª en Liga francesa 1.ª división (Elite 1: Top 10) con el Lons R. C. de Rugby XV.
- Torneo Internacional de Valencia, con la selección española de Rugby 7.
- 1ª Copa Plata (5º en clasificación general) IRB Sevens, Dubái (Serie Mundial)
- 1ª Copa Plata (5º en clasificación general) IRB Sevens, Hong Kong (Serie Mundial)

Temporada 2012 - 2013
- 1.ª en la Liga Madrileña de Rugby XV con el Olímpico Rugby Club.
- Campeonato de España territorial con la selección española de Rugby XV.

Temporada 2013 - 2014
- Liga Española de Rugby XV, con el Olímpico Rugby Club.
- Copa Plata IRB Sevens Serie Mundial, Sao Paulo, con la selección española de Rugby 7.

Temporada 2014 - 2015
- Subcampeona del Torneo Internacional Islas Cook Rugby 7, formando parte de uno de los equipos locales de Rarotonga; fue elegida la mejor jugadora.
- Con la selección Waikato de rugby XV 2.ª en el Campeonato Nacional por Selecciones Territoriales de Nueva Zelanda.

2016
- Campeonato de Europa de rugby femenino.[11]

Temporada 2017 - 2018
- Campeonato de España División de Honor Femenina con el Olímpico Rugby Club